# Луиза Аделаида Орлеанская
Мария Луиза Аделаида Орлеанская (фр. Marie Louise Adélaïde d’Orléans, 13 августа 1698, Версаль — 10 февраля 1743, Париж) — французская принцесса из Орлеанского дома Бурбонов, третья дочь Филиппа II, герцога Орлеанского, и Франсуазы-Марии де Бурбон. Аббатиса Шелля.

## Биография
После замужества своей тёти Елизаветы Шарлотты Бурбон-Орлеанской Луиза Аделаида стала известна при дворе как мадемуазель де Шартр. В 1710 году после свадьбы её старшей сестры Марии Луизы Елизаветы к ней стали обращаться мадемуазель д’Орлеан.
Она была очень близка с сёстрами Марией Луизой Елизаветой и Шарлоттой Аглаей. Она считалась самой красивой из сестёр. Согласно письмам её бабушки по отцовской линии, Елизавете Шарлотте Пфальцской, она интересовалась теологией и науками, в частности хирургией.
Луиза Аделаида и её сестра Шарлотта Аглая с раннего детства воспитывались в аббатстве Шелль. Их образование было ненадолго прервано в 1710 году ради свадьбы их старшей сестры Марии Луизы Елизаветы. Луиза Аделаида и Шарлотта Аглая несли её шлейф.

### Возможный брак
Юная Луиза Аделаида считалась возможной невестой для её двоюродного брата, Луи-Огюста де Бурбона, принца Домб. Он был старшим сыном её дяди, герцога Мэнского и его жены Анны Луизы Бенедикты де Бурбон. Как старший сын, он был наследником огромного состояния своего отца. Луиза Аделаида, очень набожная от природы, тем не менее, отказалась выйти за него замуж. Молодой принц просил руки Шарлотты Аглаи, которая также ему отказала. Принц Домб и Луиза Аделаида так никогда и не вступили в брак.
Другим возможным кандидатом был Джеймс Фрэнсис Эдуард Стюарт, «Старый Претендент» на трон Англии.
В 1716 году Луиза Аделаида хотела выйти замуж за шевалье де Сен-Максента; он был одним из пажей короля, который спас её от несчастного случая во время охоты, получив при этом почти смертельную рану. Луиза Аделаида умоляла родителей дать своё разрешение выйти замуж за молодого шевалье, но они оба отказали. Герцогиня Орлеанская была в ужасе от предположения о такой гипергамии, и настолько жёстко обошлась с Луизой Аделаидой, что она была вынуждена избрать путь монахини. Её родители, как и бабушка по отцовской линии, были против этого, но Луиза Аделаида была непреклонна.
31 марта 1717 года она постриглась в монахини в присутствии родителей.

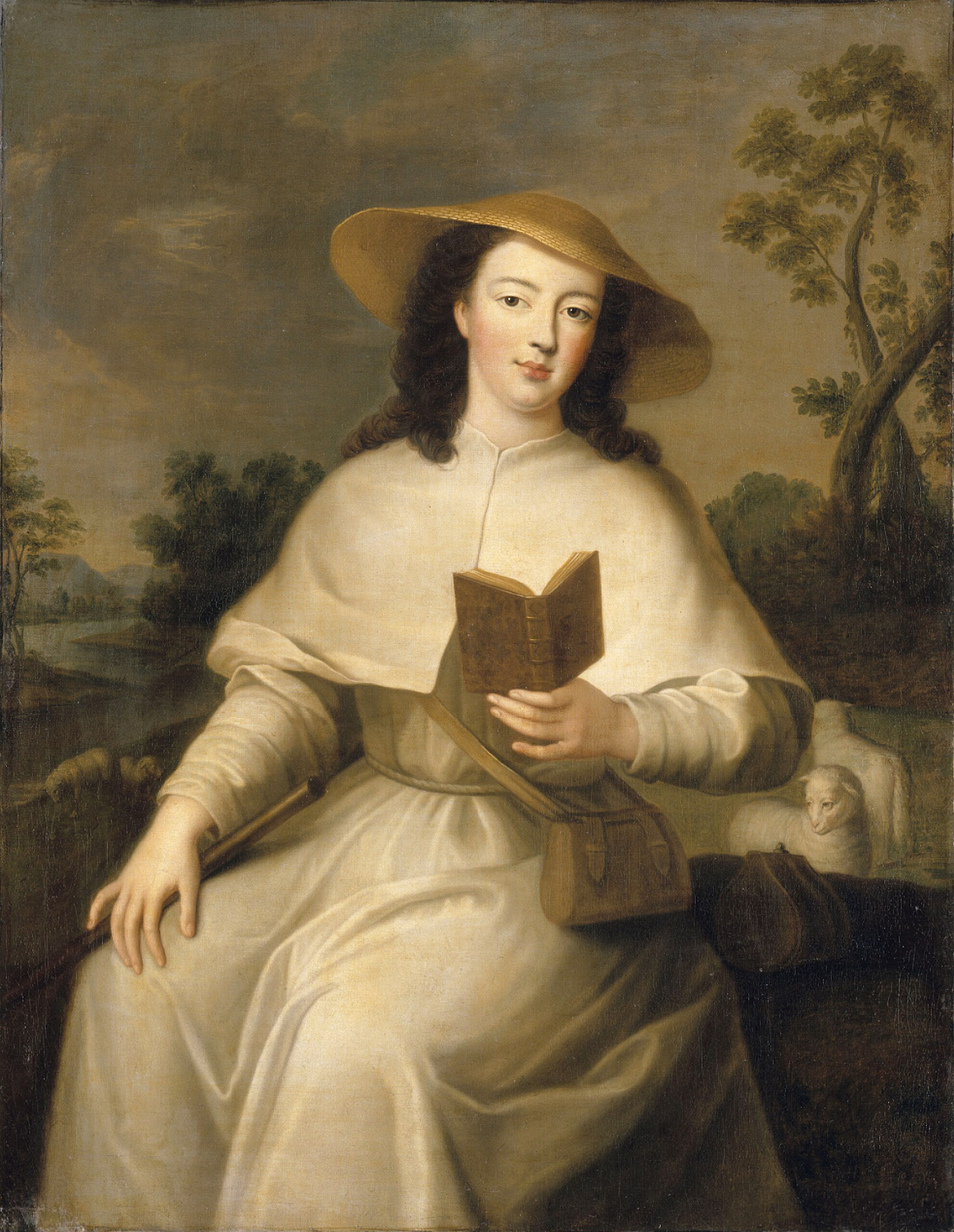
Луиза Аделаида Орлеанская в одежде паломника, 1725 год

### Аббатиса Шелля
После пострижения Луиза Аделаида взяла имя сестра Сент-Батильда и носила его в течение года. В Шелле Луиза Аделаида проявляла интерес к янсенизму.
Во время регентства Филиппа Орлеанского при малолетнем Людовике XV Луиза Аделаида считалась выдающейся религиозной фигурой в стране.
В 1719 году она стала аббатисой в Шелле и занимала эту должность до своей смерти. Она также была настоятельницей церкви Валь-де-Грас, построенной под покровительством её прабабушки по отцовской и материнской линии Анны Австрийской, жены короля Людовика XIII. В июле 1719 года при родах умерла её сестра Мария Луиза Елизавета, а в 1720 году Шарлотта Аглая вышла замуж и уехала к супругу в Модену. Она настояла на том, чтобы попрощаться с сестрой перед отъездом.
Находясь в Шелле, Луиза Аделаида сильно украсила аббатство: она приказала заново замостить клуатры, восстановить зал для капитула, построить лазарет и систему водоснабжения, чтобы монастырь и весь город могли получать чистую питьевую воду. Луиза Аделаида также разрешила сёстрам аббатства Невер построить дом в городе, чтобы помочь в обучении местных девочек.
Она была известна как мадам д’Орлеан с 1719 до 1734 года. Она умерла в возрасте 44-х лет от оспы в монастыре Мадлен де Трейснель в Париже.